# Лавров Юрій Сергійович
Ю́рій Сергі́йович Лавро́в (1 (14) березня 1905, Санкт-Петербург, Російська імперія — 20 серпня 1980, Ленінград, РРФСР, СРСР) — радянський актор театру і кіно, театральний режисер. Заслужений артист УРСР (1943). Народний артист УРСР (1948). Народний артист СРСР (1960).
Батько актора Кирила Лаврова.

## Біографія
Народився в сім'ї вчителя грецької і латинської мов Сергія Васильовича Лаврова. В 1917 році його батько емігрував за кордон, а мати — Єлизавета Якимівна, залишилася в Петрограді з чотирма дітьми. Юрій був змушений припинити навчання й шукати роботу. Працював, зокрема, кур'єром, помічником слюсаря.
На сцені з 1919 року. Працював у Ленінградському БДТ, Театрі імені Мейєрхольда, Ленінградському Червоному театрі (нині Театр «Балтійський дім»), в 1929–1934 роках — в Ленінградському театрі драми імені О. С. Пушкіна (нині Александринський театр).
У 1938–1966 роках працював у Київському російському драматичному театрі імені Лесі Українки (у 1941–1945 роках, під час німецько-радянської війни, у театрі Південно-Західного фронту).
З 1928 року знімався в кіно (на кіностудіях «Ленфільмі», Совкіно, кіностудії ім. М. Горького). Зіграв ряд ролей в українських кінокартинах.
Від 1966 року — на пенсії, проте продовжував грати в деяких спектаклях і зніматися у фільмах.

Могила Юрія Лаврова

Помер після тривалої хвороби серця. На прохання вдови — заслуженої артистки УРСР Ольги Смирнової, — урну з прахом Юрія Лаврова перевезли до Києва й захоронили на Байковому цвинтарі (ділянка № 1).

## Відзнаки
- Заслужений артист УРСР (11.10.1943)
- Народний артист УРСР (15.04.1948)
- Народний артист СРСР (24.11.1960)
- Кавалер орденів «Знак Пошани» (01.02.1939), Леніна (30.06.1951),
- Нагороджений медалями «За оборону Сталінграда» (1944), «За доблесну працю у Великій Вітчизняній війні 1941—1945 рр.» (1946), «За перемогу над Німеччиною у Великій Вітчизняній війні 1941—1945 рр.» (1946)

## Творчість

### Театральні ролі
- «Страх» М. Афіногенова — Кастальський
- «Тартюф» Мольєра — Тартюф
- «Живий труп» Л. М. Толстого — Абрезков
- «Кам'яний господар» Лесі Українки — Дон-Жуан, Командор
- «Овід» за Е. Л. Войнич — Ріварес
- «Ходіння по муках» за О. Толстим — Рощин
- «Маскарад» Лєрмонтова — Невідомий
- «Діти сонця» М. Горького — Вагін
- «Останні» М. Горького — Іван Коломійцев
- «Палата» С. Альошина — Новіков
- «Дон Карлос» Шіллера — Філіп II
- «Ромео і Джульєтта» Шекспіра — Лоренцо

### Фільмографія
Роботи на російських кіностудіях:
- «Прапор нації» (1929, кореспондент)
- «Третя молодість» (1928, Сергун)
- «Секрет фірми» (1934)
- «Три товариші» (1935)
- «Волочаєвські дні» (1937, поручик Гришин)
- «На кордоні» (1939, Нумата)
- «Про це забувати не можна» (1954, Вольський)
- «Тридцять три» (1965)
- «Третя молодість» (1965, СРСР—Франція, Сергун)

Зіграв в українських кінокартинах:
- «Застава коло Чортового броду» (1936, капітан Старчак)
- «Повінь» (1936)
- «Велике життя» (1939, Кузьмін)
- «Гомони-містечко» (1939, голова міськради)
- «Щорс» (1939, інспектор)
- «Олександр Пархоменко» (1942, анархіст)
- «В далекому плаванні» (1945)
- «Центр нападу» (1946, тренер)
- «Третій удар» (1948, турецький журналіст Мюстегіб Фагіль)
- «Тривожна молодість» (1954, Печериця)
- «Зірки на крилах» (1955)
- «Багаття безсмертя» (1955, Урбіс)
- «300 років тому…» (1956)
- «Діти сонця» (1956, 2 с, фільм-спектакль, Вагін)
- «Правда» (1957, Петлюра)
- «Гори, моя зоре» (1957, Плавильщиков)
- «Круті сходи» (1957)
- «Киянка» (1958) — Симон Петлюра
- «Вогненний міст» (1958, фільм-спектакль, Штанге)
- «Григорій Сковорода» (1959, генерал Кричетников)
- «Олекса Довбуш» (1959, граф Потоцький)
- «Катя-Катюша» (1959)
- «Звичайна історія» (1960)
- «Останні» (1962, фільм-спектакль)
- «Мовчать тільки статуї» (1962, Грірсон)
- «Космічний сплав» (1964)
- «Ключі від неба» (1964)
- «Ракети не повинні злетіти» (1964)
- «Казка про Хлопчиша-Кибальчиша» (1964)
- «Хочу вірити» (1965)
- «У місто прийшла біда» (1966)
- «Помилка Оноре де Бальзака» (1968)
- «Поштовий роман» (1969, Григор'єв)
- «Серце Бонівура» (1970, 2 с, Дитерихс)
- «Шлях до серця» (1970, Майзель)
- «Родина Коцюбинських» (1970)
- «Мир хатам, війна палацам» (1970)
- «Друге дихання» (1971)
- «Віра, Надія, Любов» (1972)
- «Софія Грушко» (1972)
- «Спокута чужих гріхів» (1978)
- «Червоне поле» (1980)

Озвучування:
- «Про смугасте слоненя» (1971, мультфільм)